# واي تي أل
شركة واي تي أل بيرهاد (MYX: 4677 ، TYO: 1773) هي تكتل ماليزي للبنية التحتية ، تأسست في عام 1955 من قبل يايوه تايونج لاي ، وبعد ذلك تم تسمية المجموعة. نمت الشركة من شركة إنشاءات صغيرة إلى شركة بنية تحتية عالمية تحقق إيرادات تزيد عن 18 مليار رينغيت ماليزي (4 مليارات دولار أمريكي) مع أكثر من 70 في المائة من الخارج.

## قائمة المُلكية

### أستراليا
- فندق سيدني هاربور ماريوت
- فندق ملبورن ماريوت
- فندق بريسبان ماريوت
- فندق بيرث ذا ويستن

### أوروبا
- موس سان تروبيه ، فرنسا
- أكواخ موس براي ، المملكة المتحدة
- موس كاسا ماربيا ، إسبانيا
- فندق سبا غينزبورو باث
- فندق ثرد نيدلز، أوتوجراف كوليكشن
- فندق الاكاديمية
- جلاس هاوس ، أوتوجراف كوليكشن
- عقارات جزيرة القرد

### اليابان
- قرية نيسيكو ، هوكايدو
- قرية هيلتون نيسيكو
- قرية جرين ليف نيسيكو تاون هاوس
- قرية كاسارا نيسيكو

### ماليزيا
- فندق ريتز كارلتون كوالالمبور
- مساكن في فندق ريتز كارلتون كوالالمبور
- فندق جي دبليو ماريوت كوالالمبور
- منتجع بانكور لاوت
- موس بانكور لاوت إستيتس
- منتجع تانجونج جارا
- منتجع كاميرون هايلاندز
- منتجع جزيرة جايا
- فندق ماجستيك كوالالمبور
- ماجستيك ملقا
- فندق فيستانا كوالالمبور
- فندق فيستانا كوانتان
- فندق فيستانا بينانغ
- فندق سترايبس كوالالمبور

### تايلاند
- سورين ، فوكيت.
- فندق ريتز كارلتون ، كوه ساموي.

### دول آسيوية
أخرى فندق سواتش آرت بيس ، شنغهاي

## وصلات خارجية
- موقع الشركة